# Pedra do Sol

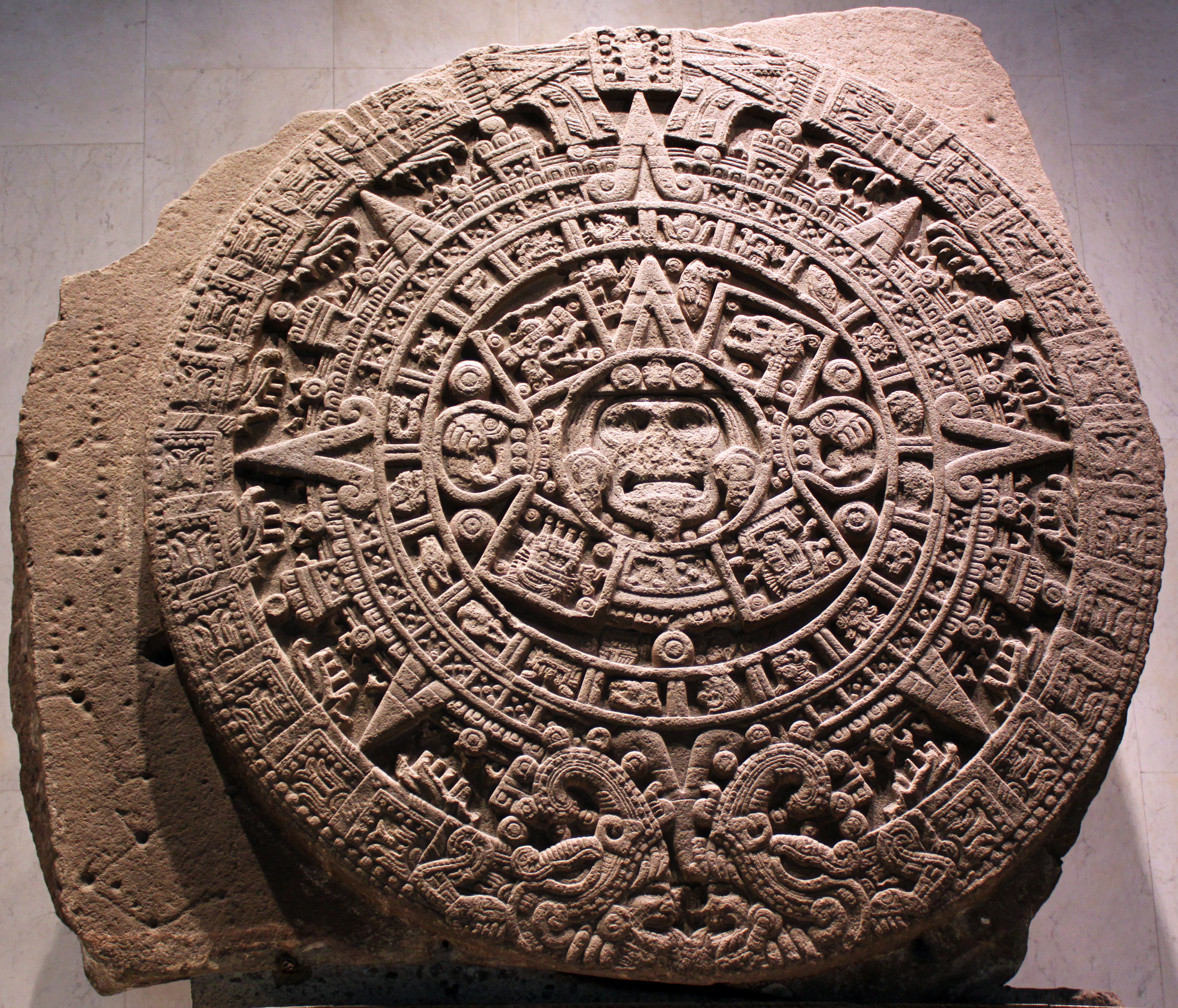
Pedra do Sol dos astecas.

Pedra do Sol (em castelhano:  Piedra del Sol) é uma escultura asteca pós-clássica tardia abrigada no Museu Nacional de Antropologia e é talvez a obra mais famosa da escultura asteca. A pedra tem 358 centímetros de diâmetro e 98 centímetros de espessura e pesa cerca de 21,8 toneladas. Logo após a conquista espanhola, a escultura monolítica foi enterrada no Zócalo, a principal praça da Cidade do México. Foi redescoberta em 17 de dezembro de 1790 durante os reparos na Catedral da Cidade do México. Após sua redescoberta, a pedra foi montada em uma parede externa da Catedral, onde permaneceu até 1885. Os primeiros estudiosos inicialmente pensaram que a pedra foi esculpida na década de 1470, embora a pesquisa moderna sugira que ela tenha sido esculpida em algum momento entre 1502 e 1521.